# Edwardsia athalyei
Edwardsia athalyei är en havsanemonart som beskrevs av J.L. England 1990. Edwardsia athalyei ingår i släktet Edwardsia och familjen Edwardsiidae. Inga underarter finns listade i Catalogue of Life.